# Gustaf Erikson

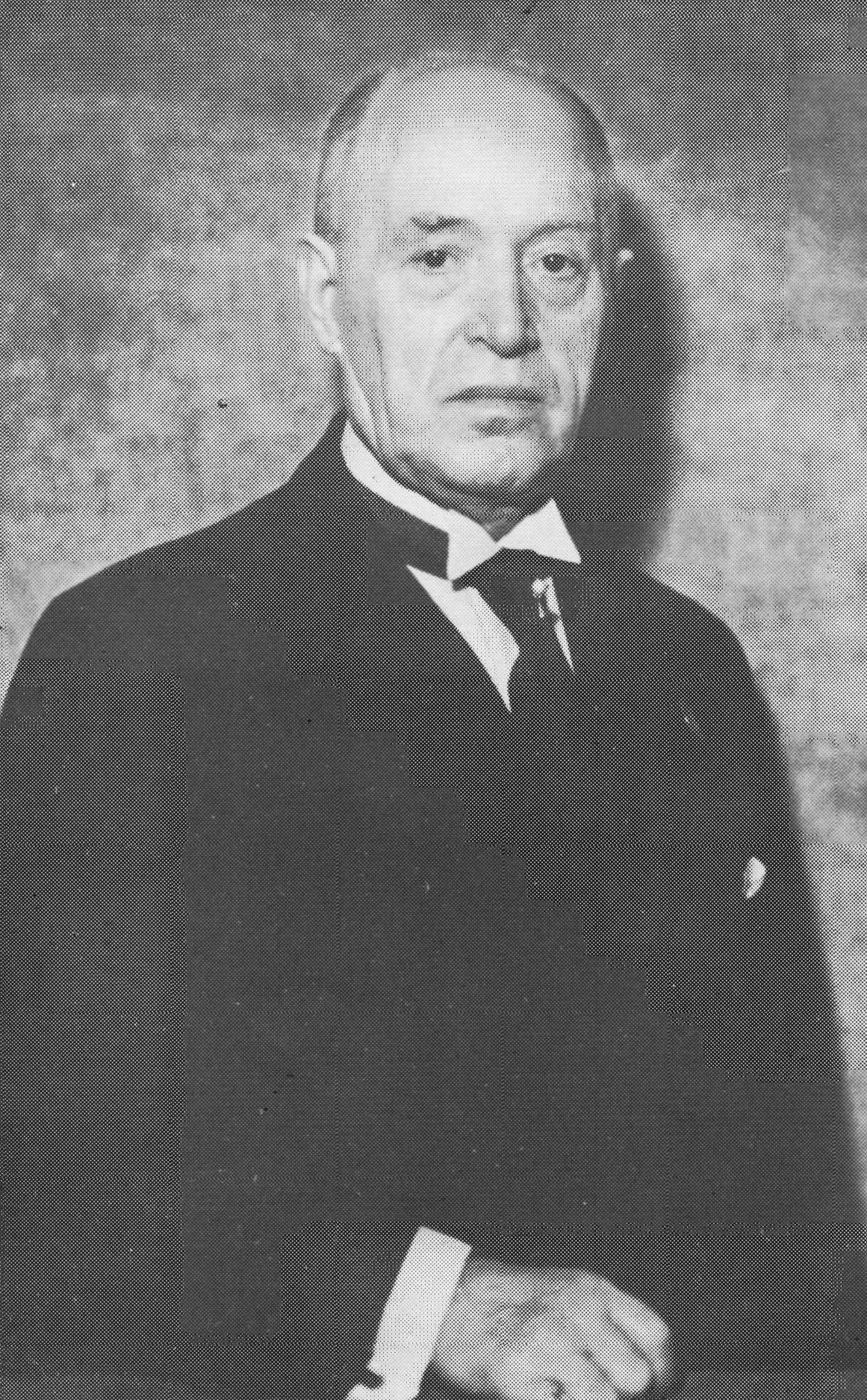
Gustaf Erikson.

Gustaf Adolf Mauritz Erikson (Hellestorp, Lemland, 24 oktober 1872 - Mariehamn, 15 augustus 1947) was een reder in Mariehamn, de hoofdstad van Åland. Hij werd beroemd om zijn vloot van windjammers, zeilschepen die voornamelijk werden ingezet voor de graanhandel tussen Australië en Europa.

## Jeugd en begin van zijn loopbaan
Erikson werd geboren in het gehucht Hellestorp op het eiland Lemland als zoon van kapitein Gustav Adolf Eriksson en zijn vrouw Amalia.
Als kind van 10 ging hij al voor het eerst de zee op, als hulpje op de barkentijn Adele. In 1885 ging hij werken als kok op de bark Neptun. Vervolgens maakte hij snel carrière en in 1893 voerde hij het gezag over de Adele. Bij werkzaamheden aan het takeltuig van een schip viel hij en brak een bovenbeen, als gevolg waarvan hij zijn hele leven mank bleef lopen.
In 1900 behaalde Gustav Eriksson zijn kapiteinsdiploma voor de grote vaart en werd kapitein van de bark Southern Belle. In 1906 trouwde hij met Hilda Bergman uit Finström en veranderde zijn achternaam van Eriksson in Erikson. Het echtpaar kreeg vier kinderen.

## Eigen rederij
Erikson was van 1906 tot 1913 kapitein op twee schepen, en daarna besloot hij een eigen rederij te beginnen: samen met enkele vrienden en een koopman uit Turku startte hij in 1913 een eigen rederij: Rederi AB Gustaf Erikson. De eerste aankoop was een in Nederland gebouwde bark "Tjerimai", met ijzeren spanten en een houten scheepshuid. Dit bleek een zeer lucratieve aankoop, totdat het schip in 1925 in de Noordzee zonk. Geleidelijk werd de zeilvloot uitgebreid.

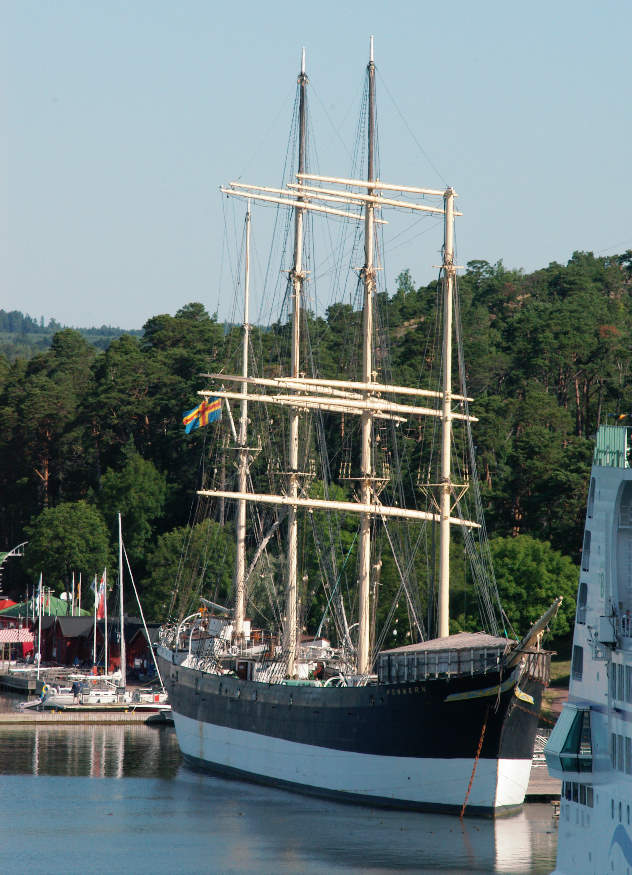
De Pommern in Mariehamn in 2005

Toen veel rederijen rond en na de Eerste Wereldoorlog overstapten op stoomschepen, hield Erikson vast aan zeilschepen en kon deze goedkoop overnemen. Zo kocht hij de Pommern aan, die als herstelbetaling van Duitse in Griekse handen was overgegaan. In de jaren die daarop volgden kocht hij nog enkele zogenaamde Flying P-Liners aan. In 1921 werd de zeer snelle Herzogin Cecilie aangeschaft, wat het vlaggenschip van de vloot zou worden.
In de jaren 1930 bezat Erikson zodoende een aanzienlijk deel van de operationele windjammers op de hele wereld. Ze werden vooral ingezet op de competitieve graanhandel met Australië, waar hij erin alleen slaagde om winstgevend te opereren door met een zeer kleine bemanning van minder dan 30 koppen te varen. Zijn schepen wonnen meer dan tienmaal de graanregatta, en bij de regatta van 1939 waren tien van de dertien deelnemende schepen eigendom van Erikson.
In 1937 was hij medeoprichter en eerste voorzitter van de raad van bestuur van de verzekeringsmaatschappij Redarnas ömsesidiga försäkringsbolag, tegenwoordig 'Alandia Försäkring' geheten.

## Teruggang na de Tweede Wereldoorlog
In de jaren 1930 verloor Erikson meerdere schepen en in de Tweede Wereldoorlog liep een schip op een mijn en werden drie schepen door buitenlandse regeringen in beslag genomen. Na de oorlog resteerden nog maar drie schepen: de Pommern, de Viking en de Passat. De Pommern was zwaar beschadigd en omdat er geen geld meer was om hem te repareren werd hij aan de stad Mariehamn geschonken. Dat schip is tegenwoordig een museumschip en in de westelijke haven van Mariehamn te bewonderen als onderdeel van Ålands scheepvaartmuseum.
Terwijl Erikson zich inspande om de drie in het buitenland aan de ketting gelegde schepen terug te krijgen, stierf hij, in 1947. Daarna namen zijn zoon Edgar Erikson (1915-1986) en diens echtgenote Solveig het commando over en ze slaagden erin om een van de drie in beslag genomen schepen terug te krijgen. Uiteindelijk stapten ook zij over op gemotoriseerde schepen. De rederij bestaat nog steeds, nu onder de naam 'Rederi AB Gustaf Eriksson', en is vandaag de dag de oudste rederij op Åland.
- International Standard Name Identifier: 0000 0000 6345 3470
- KulturNav: beeccf55-4995-4b3a-b47e-1b51c26cf63e
- Library of Congress Control Number: n83000757
- SNAC: w6806db1
- Trove: 1171046
- Virtual International Authority File: 8751271
- WorldCat: E39PBJqbm33kKkMvQtyPHpGrbd